# Провулок Євгена Гуцала (Київ)
Прову́лок Євге́на Гу́цала — провулок у Печерському районі міста Києва, місцевість Печерськ. Пролягає від вулиці Генерала Алмазова до Печерської площі та вулиці Мала Шияновська. 
Прилучається вулиця Лєскова.

## Історія
Провулок виник у 50-х роках XX століття на місці Кріпосної вулиці (відома в першій половині XIX століття) і Рибного провулку (існував у другій половині XIX — першій половині XX століть, тепер існує інший Рибний провулок), що зникли під час перепланування й зміни забудови. 
У 1955 році набув назву Кутузовський провулок, на честь російського полководця, київського генерал-губернатора Михайла Кутузова. 1977 року назву було уточнено як провулок Кутузова.
Сучасна назва на честь українського письменника, поета, журналіста Євгена Гуцала — з 2016 року.
Забудова провулку відноситься до 50-х років XX століття.

## Установи та заклади
- Відділення зв'язку № 11 (буд. № 3).